# Congrégation pour l'éducation catholique
La Congrégation pour l'éducation catholique (pour les institutions d'enseignement) (Congregatio de Studiorum Institutis) était l'une des neuf congrégations lors de l'application de la constitution apostolique Pastor Bonus de la Curie romaine.

## Historique
Elle est fondée par le pape Sixte V par la Constitution Immensa aeterni Dei du 15 janvier 1588, sous le nom de « Congrégation pour les universités et les études romaines » pour superviser les études dispensées dans les universités de Rome et les autres universités notables de l'époque comme Bologne, Paris ou Salamanque.
Léon XII, en 1824, crée la « Congregatio studiorum » pour gérer les écoles des États pontificaux. À partir de 1870, cette congrégation exerce son autorité sur les autres universités. La réforme de la Curie par Pie X en 1908 confirme cette mission. En 1915, la tâche de veiller au fonctionnement des séminaires, qui dépendait jusque-là de la Congrégation consistoriale, lui est confiée. Elle prend alors le nom de « Congregatio de Seminariis et Studiorum Universitatibus ».
En 1967, Paul VI lui donne le nom de « Sacrée congrégation pour les institutions d'enseignement ». La Constitution apostolique Pastor Bonus de Jean-Paul II en 1988 la rebaptise « Congrégation pour l'éducation catholique, pour les séminaires et les institutions d'enseignement » (Congregatio de Seminariis atque Studiorum Institutis).
Le 25 janvier 2013, avec le motu proprio Ministrorum institutio, Benoît XVI transfère la compétence sur les séminaires à la Congrégation pour le clergé et donne à la congrégation son nom actuel.

## Mission
Sa mission est définie par les paragraphes 112 à 116 de la constitution apostolique Pastor Bonus. Le dicastère a autorité dans deux domaines : l'ensemble des universités, facultés ou enseignements supérieurs catholiques, et l'ensemble des institutions éducatives dépendant de l'autorité ecclésiale.
Le 5 juin 2022, avec l'entrée en vigueur de la constitution apostolique Praedicate evangelium, la Congrégation pour l'éducation catholique fusionne avec le Conseil pontifical de la culture dans le nouveau Dicastère pour la culture et l'éducation.

## Préfets depuis 1915
- Gaetano Bisleti (1915-1937)
- Giuseppe Pizzardo (1939-1968)
- Gabriel-Marie Garrone (1968-1980)
- William Wakefield Baum (1980-1990)
- Pio Laghi (pro-préfet 1990-1991, préfet 1991-1999)
- Zenon Grocholewski (1999-2015)
- Giuseppe Versaldi (2015 - 5 juin 2022)

## Secrétaires
- Giacomo Sinibaldi (15 mai 1913 – 1928)
- Ernesto Ruffini (28 octobre 1928 – 11 octobre 1945)
- Giuseppe Rossino (1945 – 31 décembre 1949)
- Carlo Confalonieri (25 janvier 1950 – 15 décembre 1958)
- Dino Staffa (18 décembre 1958 – 7 avril 1967)
- Joseph Schröffer (17 mai 1967 – 20 mai 1976)
- Antonio María Javierre Ortas, S.D.B. (20 mai 1976 – 26 mai 1988)
- José Saraiva Martins, C.M.F. (26 mai 1988 – 30 mai 1998)
- Giuseppe Pittau, S.J. (11 juillet 1998 – 25 novembre 2003)
- John Michael Miller (en), C.S.B. (25 novembre 2003 – 1er juin 2007)
- Jean-Louis Bruguès, O.P. (10 novembre 2007 - 26 juin 2012)
- Angelo Vincenzo Zani (9 novembre 2012 - 5 juin 2022)